# ピトハナ
ピトハナ（Pithana, 紀元前18世紀）は、記録上では最古のヒッタイト人の王。

## 事績
ピトハナはクッシャラの王であった。息子のアニッタと共に中央アナトリアの征服に乗り出す。アッシリア商人の重要な交易拠点だったカネシュ（現在のキュルテペ遺跡）を攻略してその王ワルシャマを降し、のちのヒッタイト帝国となる国家の足場を作った。
ピトハナやアニッタが実際にヒッタイト人であったかどうかは議論が分かれているが、少なくとも後世のヒッタイト人たちはこの両者を自らの祖先とみなしており、そのためピトハナがヒッタイト帝国の遠祖とされている。なおクッシャラがどこにあったかは不明だが、のちのハットゥシリ1世がシリアからハットゥシャへの帰路にクッシャラに立ち寄りそこで死んだことから、その途上にあたる中央～南東アナトリアにあったと見るのが妥当とされる。